# Ловер-Ельзас Тауншип (округ Беркс, Пенсільванія)
Ловер-Ельзас Тауншип (англ. Lower Alsace Township) — селище (англ. township) в США, в окрузі Беркс штату Пенсільванія. Населення — 4716 осіб (2020).

## Демографія
Згідно з переписом 2010 року, у селищі мешкало 4475 осіб у 1833 домогосподарствах у складі 1240 родин. Було 1965 помешкань
Расовий склад населення:
| - 92,2 % — білих - 2,3 % — чорних або афроамериканців - 0,6 % — азіатів - 0,2 % — корінних американців - 3,0 % — осіб інших рас |

До двох чи більше рас належало 1,6 %. Частка іспаномовних становила 7,8 % від усіх жителів.
За віковим діапазоном населення розподілялося таким чином: 20,8 % — особи молодші 18 років, 62,3 % — особи у віці 18—64 років, 16,9 % — особи у віці 65 років та старші. Медіана віку мешканця становила 41,2 року. На 100 осіб жіночої статі у селищі припадало 93,0 чоловіків;  на 100 жінок у віці від 18 років та старших — 91,9 чоловіків також старших 18 років.
Середній дохід на одне домашнє господарство  становив 66 539 доларів США (медіана — 51 111), а середній дохід на одну сім'ю — 76 396 доларів (медіана — 65 375). Медіана доходів становила 53 648 доларів для чоловіків та 37 500 доларів для жінок. За межею бідності перебувало 17,0 % осіб, у тому числі 29,9 % дітей у віці до 18 років та 7,4 % осіб у віці 65 років та старших.
Цивільне працевлаштоване населення становило 2288 осіб. Основні галузі зайнятості: освіта, охорона здоров'я та соціальна допомога — 25,0 %, роздрібна торгівля — 18,2 %, виробництво — 13,5 %, науковці, спеціалісти, менеджери — 9,3 %.